# Црква Светих Петра и Павла у Добрићу (Шабац)
Црква Светих Петра и Павла је манастирска црква истоименог манастира у Добрићу, насељеном месту на територији Града Шапца, подигнута је 1827. године.
Манастирска црква представља непокретно културно добро као споменик културе од великог значаја.

## Историјат
Пре ове богомоље у Поцерском Добрићу била је брвнара коју су Турци запалили 1815. године. Захваљујући ктиторству Марка Штитарца у непосредној близини је подигнута садашња црква, који је сахрањен поред ње.

## Изглед цркве
Својим обликом грађевина припада богомољама које су подизане у Србији на прелазу из брвнара у храмове од чврстог материјала. Храм је задржао основу која је преузета од брвнара, с тим да из равни основе излазе две полукружне певнице. Основа источне полукружне олтарске апсиде поновљена је на западном делу, који има облик полузатвореног зиданог трема са високим соклом и колонадом стубова повезаних полуобличастим луцима. Фасаде нису само малтерисане у равно, већ имају декоративну пластику у облику пиластра, хоризонталног венца као и надвратника изнад бочног северног портала. Ова декорација одваја цркву у Добрићу од сличних храмова прелазног периода, код којих нема трага декоративној малтерској пластици на фасадним зидовима. Кров је јединствен за цео објекат, масиван, висок, са веома стрмим кровним равнима, што показује да је некада црква била покривена дрвеним кровним покривачем, који је у новије време замењен бибер црепом.
Унутрашњи простор такође сведочи о јаком утицају цркава брвнара: дрвени бачвасти свод покрива ентеријер, а преграда која одваја припрату од наоса је у облику низа дрвених стубова и аркада, украшена декоративним елементима од танке даске.